# Cernorizec Hrabar
Cernorizec Hrabar (en antiguo eslavo eclesiástico: Чрьноризьць Храбръ, Črьnorizьcь Hrabrъ o Chernorízets Jrabr); (en búlgaro: Черноризец Храбър) fue un monje, erudito y escritor búlgaro, que trabajó en la Escuela literaria de Preslav a finales del siglo IX y principios del X, desarrollando la literatura búlgara.

## Nombre
Su apelativo está correctamente traducido como «Hrabar, el que usa hábito negro» (es decir, Hrabar El Monje), «Hrabar» («Hrabr») que es su nombre de pila, siendo Cernorizec (el de hábito negro o Chernorízets) el rango más bajo en la jerarquía monástica. A veces es referido como «Cernorizec el Valiente», siendo "valiente" la traducción del nombre de pila.
No hay información biográfica disponible sobre él, pero su nombre es usualmente considerado como un seudónimo usado por uno de los hombres más famosos en letras en la Escuela de literaria de Preslav o tal vez incluso por el zar Simeón I de Bulgaria (893-927), ya que normalmente los monjes asumían los nombres cristianos de la bíblica o los primeros de la onomástica cristiana.

## Trabajo literario

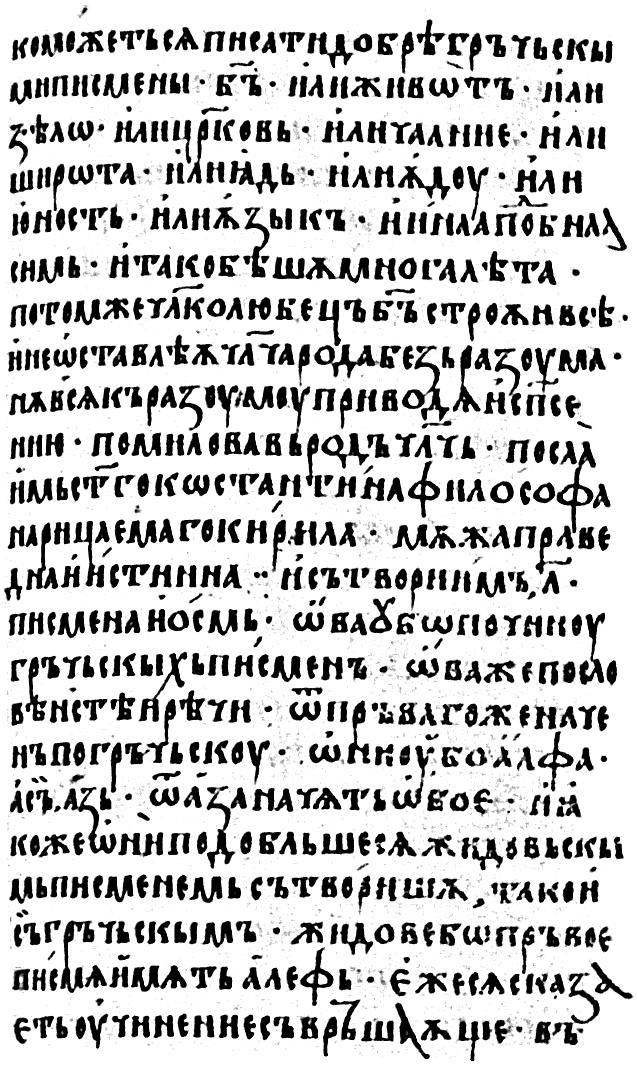
Una página de la copia de Acerca de las Epístolas (1348)

Cernorizec Hrabar es (por lo que se conoce), el autor de una sola obra literaria, «Un Relato sobre las Epístolas» (en antiguo eslavo eclesiástico: О писмєньхъ, O pismenech, es decir, Acerca de las Epístolas), una de las más admiradas y populares obras de la literatura escrita en antiguo eslavo eclesiástico. La obra fue escrita supuestamente poco después del concilio eclesiástico y popular de Preslav en 893 y es la única obra medieval literaria que cita el año exacto de la invención del alfabeto glagolítico (855).
En Un Relato sobre las Epístolas, Cernorizec Hrabar defiende el alfabeto contra sus críticos griegos y demuestra no sólo su derecho a la existencia, sino también su superioridad sobre el alfabeto griego, argumentando que las letras griegas no son ni las más antiguas conocidas por el hombre, ni divinas. Al mismo tiempo Cernorizec Hrabar se opone a los dogmatismo glagolítico y hace varias sugerencias de cómo el alfabeto puede ser mejorado.
También proporcionó información crítica para la paleografía eslava con su mención de que los eslavos precristianos empleaban «trazos e incisiones» (en antiguo eslavo eclesiástico: чръты и рѣзы, črъty i rězy), traducido como «recuentos y dibujos» inferiores escritura que fue, aparentemente, insuficiente para reflejar adecuadamente la lengua hablada. Se cree que esto pudo haber sido una forma de escritura rúnica, pero no son auténticos ejemplos de los que se sabe que han sobrevivido.
El manuscrito de Un Relato sobre las Epístolas se han preservado en unos 80 ejemplares, la más antigua de las cuales data de 1348 y fue realizada por el monje Lorenzo para el zar Iván Alejandro de Bulgaria. El trabajo también ha sido impreso en Vilna (1575-1580), Moscú (1637), San Petersburgo (1776), Supraśl (1781).

## Extracto deUn Relato sobre las Epístolas
Siendo todavía paganos, los eslavos no tenían sus propias letras, pero leían y se comunicaban por medio de recuentos y bocetos. Después de su bautismo se vieron obligados a utilizar las letras griegas y romanas en la transcripción de sus palabras eslavas, pero estas no eran adecuadas... Por fin, Dios, en su amor por la humanidad, les envió a San Constantino el Filósofo, llamado Cirilo, un hombre sabio y recto, que compuso para ellos treinta y ocho letras, algunas de ellas (24), similar a la griega, pero algunas (14) diferentes, adecuadas para expresar los sonidos eslavos.